# Un homme qui se retrouve

Un homme qui se retrouve (The Man Who Found Himself) est un film américain de Lew Landers, sorti le 2 avril 1937 aux États-Unis.

## Synopsis
Le docteur James Stanton s'est retrouvé injustement accusé de négligence à la suite du décès de la femme d'un de ses collègues. Rejeté par la profession, renié par son père et sa fiancée, il a perdu la foi en son travail. Il quitte New York direction la Californie. Il s'engage comme mécanicien sur un terrain d'aviation. Il y rencontre Doris King une infirmière qui exerce dans un avion ambulance. L'infirmière est très vite intriguée par ce nouveau mécanicien...

## Fiche technique
- Titre original: The Man Who Found Himself
- Réalisateur : Lew Landers
- Scénaristes : G.V. Atwater, d'après le roman de Alice F. Curtis
- Directeur de la photographie : J. Roy Hunt
- Musique : Max Steiner
- Direction artistique : Van Nest Polglase
- Décors de plateau : Howard Campbell
- Couleur : noir et blanc
- Langue : anglais
- Pays de production : États-Unis
- Dates de sortie : 
  - États-Unis :2 avril 1937
  - France : 16 juillet 1937
- Durée : 67 min.
- Son : mono
- Compagnie : RKO Radio Pictures

## Distribution
- John Beal : Dr James Stanton Jr.
- Joan Fontaine : Doris King
- Phillip Huston : Richard 'Dick' Miller
- Jane Walsh : Barbara Reed
- George Irving : Dr James Stanton Sr.
- Jimmy Conlin : Nosey Watson
- Frank M. Thomas : M. Roberts
- Diana Gibson : Helen Richards
- Dwight Frye : Le patient hystérique
- Billy Gilbert : Le gros clochard

Acteurs non crédités :
- Matthew Betz : Le premier clochard
- George Cooper : Lobo